# Charlaine Harris

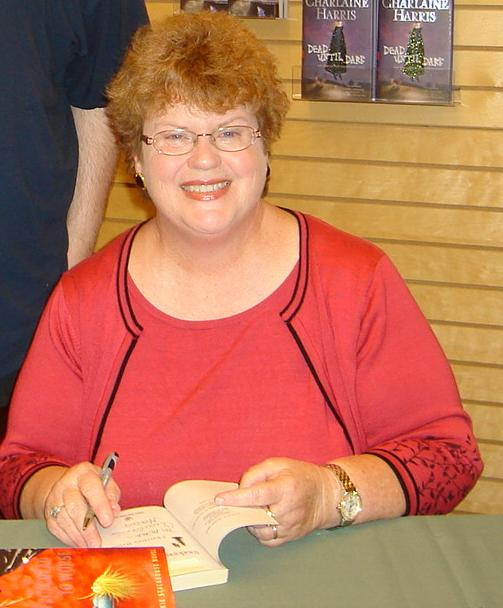
Charlaine Harris

Charlaine Harris (* 25. November 1951 in Tunica, Mississippi) ist eine „New York Times“-Bestseller-Autorin und schreibt bevorzugt Mystery-Geschichten. Aufgewachsen im Mississippi-Delta begann sie bereits in ihrer Jugend mit dem Schreiben. Ihre frühen Werke handeln meist von Geistern und Teenagern. Sie lebt mit ihrem Mann und ihren drei Kindern in Magnolia (Arkansas).

## Biografie
Charlaine Harris begann bereits als Teenager mit dem Schreiben von Gedichten über Geister. Während ihres Studiums am Rhode College in Memphis verfasste sie Theaterstücke und Kurzgeschichten. Nach ihrer ersten Ehe arbeitete sie für verschiedene Tageszeitungen in Clarksdale (Mississippi) und Greenville (Mississippi) als Schriftsetzerin. Kurz nach ihrer zweiten Hochzeit begann sie mit dem ersten Teil ihrer Aurora Teagarden-Serie und erhielt eine Nominierung für den Agatha Award. Nebenbei war sie aktive Gewichtheberin und Karatekämpferin.
Mitte der 1990er Jahre konzentrierte sich Harris verstärkt auf andere Werke und veröffentlichte erst 1999 wieder einen Teil der Aurora Teagarden-Serie. Eines dieser neuen Werke war die Shakespeare-Serie. Seit 2001 verfasst sie die Sookie-Stackhouse-Buchreihe, welche von Vampiren und anderen übernatürlichen Geschöpfen handelt. Der Drehbuchautor Alan Ball konzipierte die auf der Buchreihe basierende Serie True Blood mit Anna Paquin in der Rolle der Sookie Stackhouse, die zwischen September 2008 und August 2014 vom US-amerikanischen Fernsehsender HBO ausgestrahlt wurde.
Im Oktober 2005 veröffentlichte Harris eine weitere Mystery-Serie Harper Connelly, welche wie ihre anderen Serien in den Südstaaten der USA angesiedelt ist.
Charlaine Harris gehört der American Crime Writers League und der Vereinigung Mystery Writers of America an. Sie ist Mitglied der St. James Episcopal Church (Anglikanische Gemeinschaft).

## Werke

### Aurora-Teagarden-Serie
Aurora Teagarden ist Bibliothekarin und löst Kriminalfälle.
- Real Murders (Echte Morde: Aurora Teagarden 1, 2011, ISBN 978-3-86762-096-3)
- A Bone to Pick (Knochenerbe: Aurora Teagarden 2, 2011, ISBN 978-3-86762-099-4)
- Three Bedrooms, One Corpse (Drei Zimmer, Leiche, Bad: Aurora Teagarden 3, 2012, ISBN 978-3-86762-117-5)
- The Julius House (Das Julius-Haus, 2013, ISBN 978-3-86762-175-5)
- Dead Over Heels (Aus heiterem Himmel, 2013, ISBN 978-3-86762-176-2)
- A Fool And His Honey(Der Narr und der Tod, 2014, ISBN 978-3-86762-196-0)
- Last Scene Alive (Letzter Auftritt, 2014, ISBN 978-3-86762-210-3)
- Poppy Done to Death

### Lily-Bard-Serie (Shakespeare-Serie)
Lily Bard, eine Putzfrau mit Vergangenheit, lebt im verschlafenen Südstaaten-Städtchen Shakespeare. Die Freizeit-Karatekämpferin verfügt über detektivischen Spürsinn und löst (wider Willen) verschiedene Kriminalfälle.
- Shakespeare's Landlord (Tod in Shakespeare, 2004, ISBN 978-3-434-53125-8)
- Shakespeare's Champion
- Shakespeare's Christmas
- Shakespeare's Trollop
- Shakespeare's Counselor

### Sookie-Stackhouse-Serie (A Southern Vampire Novel)
Sookie Stackhouse ist Kellnerin in einer Kleinstadt im US-Bundesstaat Louisiana. Sie hat die Fähigkeit, Gedanken anderer Menschen zu lesen. Immun gegen ihre Kräfte sind Vampire, die sich mittlerweile an die Öffentlichkeit gewendet haben. Diese ernähren sich von synthetischem Blut und kämpfen für eigene Rechte. Sookie lernt den Vampir Bill Compton kennen und verliebt sich in ihn, woraufhin sie Zugang zur Vampirgemeinde erhält.
1. Dead Until Dark (Vorübergehend tot, 2004, ISBN 978-3-86762-055-0)
2. Living Dead in Dallas (Untot in Dallas, 2004, ISBN 978-3-86762-056-7)
3. Club Dead (Club Dead, 2005, ISBN 978-3-86762-057-4)
4. Dead to the World (Der Vampir, der mich liebte, 2010, ISBN 978-3-423-20982-3)
5. Dead as a Doornail (Vampire bevorzugt, 2009, ISBN 978-3-423-21057-7)
6. Definitely Dead (Ball der Vampire, 2009, ISBN 978-3-423-20987-8)
7. All Together Dead (Vampire schlafen fest, 2010, ISBN 978-3-423-21068-3)
8. From Dead to Worse (Ein Vampir für alle Fälle, 2010, ISBN 978-3-423-21148-2)
9. Dead and Gone (Vampirgeflüster, 2010, ISBN 978-3-423-21222-9)
10. Dead in the Family (Vor Vampiren wird gewarnt, 2011, ISBN 978-3-423-21283-0)
11. Dead Reckoning (Vampir mit Vergangenheit, 2012, ISBN 978-3-423-21386-8)
12. Deadlocked (Cocktail für einen Vampir, 2013, ISBN 978-3-423-21428-5)
13. Dead Ever After (finaler Sookie-Stackhouse-Roman, Vampirmelodie, 2014, ISBN 978-3-423-21500-8)

Siehe auch: True Blood, Fernsehserie

### Kurzgeschichten
- Death's Excellent Vacation (Tod auf Urlaub, 2012, ISBN 978-3-423-21363-9)
- Between the Dark and Daylight (Hrsg.: Ed Gorman und Martin H. Greenberg)
- A Touch of Dead (Vampire und andere Kleinigkeiten, 2012, ISBN 978-3-423-21343-1)
- Unusual Suspects
- Wolfsbane and Mistletoe (Werwölfe zu Weihnachten, 2009, ISBN 978-3-423-21175-8)
- Many Bloody Returns (Happy Bissday! Vampirgeschichten, 2008, ISBN 978-3-423-21096-6)
- Bite
- Powers of Detection

### Harper Connelly-Serie
Seit Harper Connelly als Teenager von einem Blitz getroffen wurde, hat sie die Fähigkeit, Tote zu finden und deren jeweilige Todesursache zu bestimmen. Mit dieser Gabe bestreitet sie nun ihren Lebensunterhalt und reist mit ihrem Stiefbruder und Manager Tolliver Lang durch Amerika.
- Grave Sight (Grabesstimmen, 2008, ISBN 978-3-423-21051-5)
- Grave Surprise (Falsches Grab, 2009, ISBN 978-3-423-21121-5)
- An Ice Cold Grave (Ein Eiskaltes Grab, 2010, ISBN 978-3-423-21196-3)
- Grave Secret (Grabeshauch, 2011, ISBN 978-3-423-21268-7)

### Sonstige
- Delta Blues (Carolyn Haines - editor)
- A Secret Rage (Stummer Zorn, 2009, ISBN 978-3-86762-068-0)
- Sweet and Deadly

### Kurzgeschichten mit anderen Autoren
- Crimes by Moonlight (Charlaine - editor)
- Must Love Hellhounds (Höllische Versuchung, 2012, ISBN 978-3-8025-8501-2)
- Strange Brew
- Blood Lite
- My Big Fat Supernatural Wedding
- Night's Edge (In tiefer Nacht: Tanz im Dunkel / Haus des Todes / In deinem Schatten, 2011, ISBN 978-3-89941-817-0)

## Auszeichnungen
- 2002 Anthony Award als Bester Taschenbuchroman für Dead until Dark (dt. Vorübergehend tot. Feder und Schwert, Mannheim 2004)
- 2012 Anthony Award als Bestes Sachbuch für The Sookie Stackhouse Companion
- 2021 Edgar Allan Poe Award – Grand Master Award

## Rezensionen
- themenguide.de: Ball der Vampire;Der Vampir, der mich liebte;Vampire Bevorzugt;